# Melanichneumon blandulus
Melanichneumon blandulus är en stekelart som beskrevs av Hellen 1951. Melanichneumon blandulus ingår i släktet Melanichneumon och familjen brokparasitsteklar. Inga underarter finns listade i Catalogue of Life.